# گبلانژ-له-دیوز
گبلانژ-له-دیوز (به فرانسوی: Guéblange-lès-Dieuze) یک کمون در فرانسه است که در Canton of Dieuze واقع شده‌است.

## خصوصیات
گبلانژ-له-دیوز ۴٫۸۹ کیلومترمربع مساحت و ۱۴۱ نفر جمعیت دارد و ۲۸۰ متر بالاتر از سطح دریا واقع شده‌است.